# シュヴァルツヴァルト・シュタディオン
座標: 北緯47度59分20秒 東経7度53分35秒 / 北緯47.98889度 東経7.89306度
シュヴァルツヴァルト・シュタディオン (Schwarzwald-Stadion) は、ドイツ・バーデン＝ヴュルテンベルク州フライブルクにあるサッカースタジアム。ブンデスリーガ1部・SCフライブルクのホームスタジアムであった。
1953年に完成。収容人数は24,000人。1993年、当時のフライブルク監督フォルカー・フィンケ主導で、スタジアムの屋根にソーラーパネルを導入。ドイツサッカー界では初の太陽光発電スタジアム（年間発電量25万kWh）となり、環境都市フライブルクを象徴する施設となっている。
当初の名称はドライザムシュタディオン (Dreisamstadion)。2004年に地元のエネルギー会社バーデノーヴァ社が命名権を取得してバーデノーヴァ・シュタディオン (badenova-Stadion) と改称されたのち、2012年から2014年にかけてはラーヴェンスブルクのソーラーパネルメーカー、マゲ・ゾラール社が命名権を購入してマゲ・ゾラール・シュタディオンと改称。2015年からは現在の名称となった。
SCフライブルクは2021年10月に「オイローパ＝パルク・シュタディオン」に本拠地を移転するため、同年9月26日の対FCアウクスブルク戦が最後の公式戦となった。